# Antoni Mazurkiewicz (duchowny)

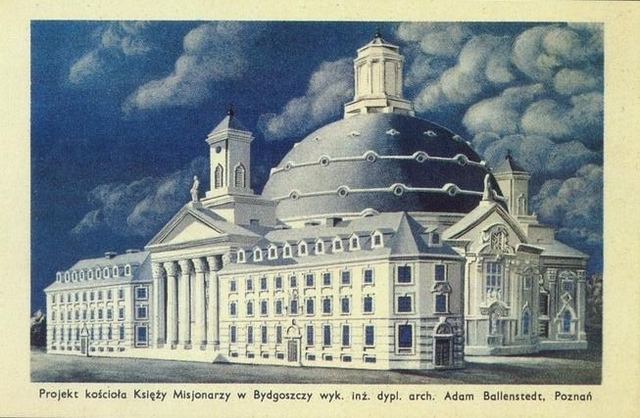
Projekt kościoła św. Wincentego à Paulo w Bydgoszczy z 1924 r., który realizował ks. Antoni Mazurkiewicz

Antoni Mazurkiewicz (ur. 21 czerwca 1877 w Toruniu, zm. 6 lipca 1963 w New Haven) – prezbiter katolicki, misjonarz św. Wincentego a Paulo, pierwszy proboszcz parafii św. Wincentego a Paulo w Bydgoszczy, superior domu Księży Misjonarzy w Bydgoszczy.

## Życiorys
Urodził się 21 czerwca 1877 w Toruniu. Był synem Antoniego i Anny Sobeskiej. 1 stycznia 1898 r. wstąpił do Zgromadzenia Księży Misjonarzy w Krakowie. Po studiach filozoficzno-teologicznych przyjął 5 lipca 1903 r. święcenia kapłańskie.
Początkowo pracował w Krakowie, a następnie wśród Polaków w Rumunii i w Stanach Zjednoczonych. W latach 1908–1921 był proboszczem parafii św. Stanisława w New Haven w stanie Connecticut. Założył tam w 1908 r. szkółkę parafialną, a w 1912 r. wybudował kościół św. Stanisława. W czasie I wojny światowej działał w Komitecie Rekrutacyjnym ochotników do armii gen. Józefa Hallera (wiceprzewodniczący) oraz organizował pomoc dla Polski. W latach 1922–1925 był superiorem domu misyjnego w Whitestone (Nowy Jork).

### Działalność w Bydgoszczy
W 1925 r. powrócił do Polski i został superiorem domu Księży Misjonarzy w Bydgoszczy. 15 października tego roku przejął urzędowo parafię św. Wincentego a Paulo w Bydgoszczy, zostając pierwszym proboszczem – misjonarzem tej parafii.
W okresie swojej posługi w Bydgoszczy główną uwagę skupił na budowie kościoła parafialnego. Nie mogąc liczyć na większą pomoc finansową miejscowego społeczeństwa, wyjechał pod koniec 1926 r. do Stanów Zjednoczonych, w celu zdobycia środków finansowych na budowę. Zebrał tam około 10 tys. dolarów, które sukcesywnie przekazywał na budowę. Do Bydgoszczy wrócił w październiku 1926 r. Zdołał wybudować prezbiterium kościoła, dom misjonarski i wykonać fundamenty pod rotundę kościoła.

### Działalność w USA
W styczniu 1929 r. jeszcze raz wyjechał do Stanów Zjednoczonych, gdzie spodziewał się zebrać około 6 tys. dolarów. Jednak do parafii już nie powrócił; do końca życia pozostał w Stanach Zjednoczonych. Do 1935 r. był proboszczem parafii św. Stanisława Kostki w Brooklinie. W latach 1933–1956 był wicewizytatorem polskich misjonarzy w Stanach Zjednoczonych. Podczas II wojny światowej był skarbnikiem okręgu przy Radzie Polonii USA i organizował pomoc dla rodaków w kraju. Zmarł 6 lipca 1963 w New Haven.
Był kawalerem Krzyża Oficerskiego Orderu Odrodzenia Polski, który nadano mu za działalność społeczną i patriotyczną.